# Epichostis
Epichostis is een geslacht van vlinders van de familie sikkelmotten (Oecophoridae), uit de onderfamilie Depressariinae.

## Soorten
- E. antigama (Meyrick, 1908)
- E. barathrias (Meyrick, 1908)
- E. cryphaea (Meyrick, 1908)
- E. dicremna (Meyrick, 1908)
- E. elephantias Meyrick, 1906
- E. leptorthra Meyrick, 1931
- E. leucorma (Meyrick, 1908)
- E. melanocona (Meyrick, 1908)
- E. metrodelta (Meyrick, 1905)
- E. microdelta Meyrick, 1928
- E. stelota (Meyrick, 1908)
- E. tympanias (Meyrick, 1908)